# Laurent Birfuoré Dabiré
Laurent Birfuoré Dabiré (Dissin, 17 settembre 1965) è un arcivescovo cattolico burkinabé, dal 18 dicembre 2024 arcivescovo metropolita di Bobo-Dioulasso.

## Biografia
Laurent Birfuoré Dabiré è nato a Dissin il 17 settembre 1965.

### Formazione e ministero sacerdotale
Ha compiuto gli studi di filosofia e teologia per il sacerdozio in patria.
Il 29 dicembre 1995 è stato ordinato presbitero per la diocesi di Diébougou. Dal 1996 al 1998 è stato professore al seminario minore "San Tarcisio" di Diébougou. Nel 1998 è stato inviato a Roma per studi. Nel 2005 ha conseguito il dottorato in utroque iure (diritto civile e diritto canonico) presso la Pontificia Università Lateranense. Tornato in patria è stato vicario giudiziale e cancelliere vescovile dal 2005; officiale del tribunale ecclesiastico della provincia ecclesiastica di Bobo-Dioulasso dal 2006; professore al seminario maggiore "San Giovanni Battista" dal 2007 al 2008 e professore di diritto nell'Unité Universitaire di Bamako, in Mali, dal 2011.

### Ministero episcopale
Il 31 gennaio 2013 papa Benedetto XVI lo ha nominato vescovo di Dori. Ha ricevuto l'ordinazione episcopale il 4 maggio successivo dall'arcivescovo metropolita di Koupéla Séraphin François Rouamba, co-consacranti il vescovo di Diébougou Dèr Raphaël Kusiélé Dabiré e quello di Koudougou Joachim Hermenegilde Ouédraogo.
Nel maggio del 2018 ha compiuto la visita ad limina.
Dal 14 giugno 2019 è presidente della Conferenza Episcopale di Burkina Faso e Niger.
Il 18 dicembre 2024 papa Francesco lo ha nominato arcivescovo metropolita di Bobo-Dioulasso; è succeduto all'arcivescovo Paul Yembuado Ouédraogo, dimessosi per raggiunti limiti di età. Il 2 febbraio 2025 ha preso possesso dell'arcidiocesi.

## Genealogia episcopale
La genealogia episcopale è:
- Cardinale Scipione Rebiba
- Cardinale Giulio Antonio Santori
- Cardinale Girolamo Bernerio, O.P.
- Arcivescovo Galeazzo Sanvitale
- Cardinale Ludovico Ludovisi
- Cardinale Luigi Caetani
- Cardinale Ulderico Carpegna
- Cardinale Paluzzo Paluzzi Altieri degli Albertoni
- Papa Benedetto XIII
- Papa Benedetto XIV
- Papa Clemente XIII
- Cardinale Marcantonio Colonna
- Cardinale Giacinto Sigismondo Gerdil, B.
- Cardinale Giulio Maria della Somaglia
- Cardinale Carlo Odescalchi, S.I.
- Cardinale Costantino Patrizi Naro
- Cardinale Lucido Maria Parocchi
- Papa Pio X
- Papa Benedetto XV
- Papa Pio XII
- Cardinale Eugène Tisserant
- Papa Paolo VI
- Cardinale Agostino Casaroli
- Arcivescovo Antonio Mattiazzo
- Arcivescovo Séraphin François Rouamba
- Arcivescovo Laurent Birfuoré Dabiré